# Клятва Рютли
Клятва Рютли (нем. Rütlischwur) — национальный миф Швейцарии. В нём говорится, что представители трёх коммун Ури, Швиц и Унтервальден (первоначальных кантонов Швейцарии) на Рютли, отдалённом лугу около Фирвальдштетского озера, дали клятву о взаимопомощи и поддержке. Этот союз в народе считается основанием Швейцарского союза.
С юридической точки зрения моментом создания Швейцарии считается подписание Союзной грамоты 1291 года.
В XVI веке историк Эгидий Чуди, ссылаясь на «Белую книгу Зарнена» Ганса Шрибера, указывал, что «клятва на лугу Рютли» была принесена 8 ноября 1307 года. Чуди связывал эту клятву с историей о Вильгельме Телле. В 1891 году «клятва на лугу Рютли» была официально связана с Союзной грамотой 1291 года и стало считаться, что она состоялась 1 августа 1291 года. 1 августа было объявлено Национальным праздником Швейцарии.